# Die Frau ohne Schatten

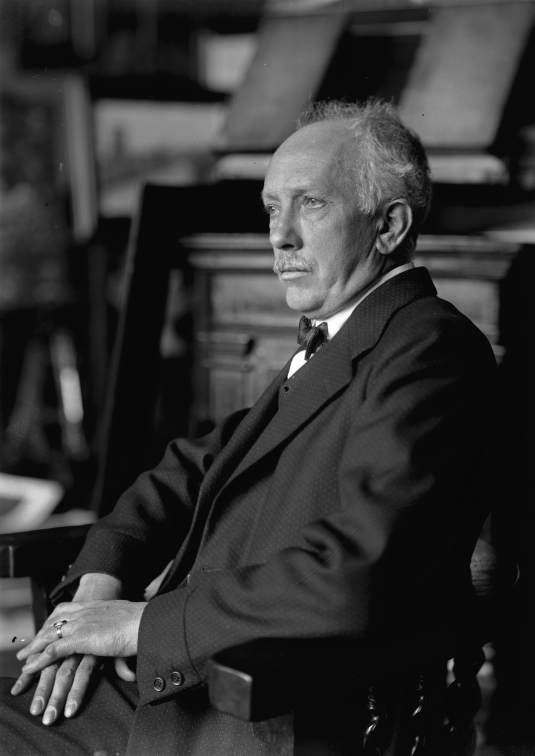
Richard Strauss

Die Frau ohne Schatten (svenska: Kvinnan utan skugga), op. 65, är en tysk opera i tre akter med musik av Richard Strauss och libretto av Hugo von Hofmannsthal.

## Historia
Redan innan operan Rosenkavaljeren hade haft premiär efterfrågade Richard Strauss ett nytt librettoämne från sin librettist Hugo von Hofmannsthal. Den 2 januari 1911 nämner han i ett brev till Strauss sagan Steinerne Herz (Das Kalte Herz) av Wilhelm Hauff som ett lämpligt ämne. Sagan handlar om en fattig kolmilare som offrar sitt hjärta i utbyte mot en sten för att få rikedom och makt. Men kolaren stöter bara på elände och grymhet att han till slut ber skogsfén att få sitt hjärta tillbaka för att kunna känna humanitet och lycka. Strauss blev eld och lågor över idén och svarade entusiastiskt tre dagar senare (5 januari 1911):
Hurra för Steinernen Herzen! Mycket naturskildringar tack, tyska skogar. Åska när Holländer Michel fäller sina träd, så kan verket börja. Jag är mycket spänd på att höra mer från Er. Hauffs kärlekshistoria är platt och ointressant. Men spelscenerna och sådant! Fint!

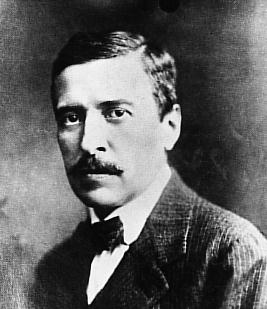
Hugo von Hofmannsthal

Oturligt nog möttes hans entusiasm av ett visst avståndstagande från von Hofmannsthal, som aldrig hade haft tanken på att iscensätta sagan som den var i original. Han hade istället tänkt använda den som bas för en opera som skulle påminna om Carl Maria von Webers romantiska opera Friskytten och då främst slutet av dess första akt. 
Under en tid var både Strauss och von Hofmannsthal sysselsatta med både egna och gemensamma verk, så idén förblev vilande fram till slutet av 1912 då von Hofmannsthal äntligen hade tid att fokusera på skrivandet. De tre akterna skulle delas in i åtta scener och dessa skulle i sin tur innehålla 11 "genomträngande platser", i vilka två parallella världar och två parallella personpar skulle kretsa kring varandra. Trots de svårtillgängliga och dunkla referenserna blev Strauss nyfiken och propsade på att personligen träffa von Hofmannsthal och prata om texten. Då det slumpade sig så att de båda var inbokade för engagemang i Italien i april, föreslog Strauss att de skulle ta tillfället i akt att resa tillsammans i hans bil och diskutera den nya operan i sin helhet. De möttes den 29 mars 1913 i Verona och körde i en öppen bil till Rom via Rimini, Urbino, Perugia och Orvieto. I Rom dirigerade Strauss två konserter, sedan återvände de till Garmisch via Parma, Brescia och Trento. De körde med suffletten nerfälld, invirade i resefiltar. Diskussionen om Die FroSch var lyckad och när de anlände till Rom hade von Hofmannsthal hela handlingen klar för sig. Strauss fick möjlighet att tränga in i von Hofmannsthals idévärld med olika sfärer och andevärldar, medan von Hofmannsthal fick chansen att testa sina idéer. Strauss började visualisera idéerna till musik, teman och lämplig instrumentering. Under en månskensfärd från San Michele till Bolzano fick han idén att ackompanjera de dödligas värld med full orkester och andevärlden med en kammarorkester, som han hade gjort i Ariadne på Naxos. Bara delvis fullföljde han detta senare.

### Arbetet fortsätter med förhinder
Efter resan drog sig von Hofmannsthal tillbaka och skrev om sina texter, men blev till sist så uppfylld av all symbolism att han fann librettot för litet för att kunna innehålla allt han ville ha med. Ju mer han grubblade desto fler idéer kom till honom. Medan han slutförde första halvan av akt I gav han vika för frestelsen att samtidigt göra en prosaversion av historien, som han räknade med kunna arbeta på samtidigt med librettotexten. Han beskrev det som en Erzählung (berättelse), men den blev aldrig mer än en novell. I den kunde han skriva ner alla de oräkneliga fantasier, som han hade varit tvungen att försaka medan han arbetade med operan. Handlingen följer librettot parallellt men det finns partier som helt saknas i librettot. Novellen och operan blev båda en blandning av sagosamlingen Tusen och en natt och Mozarts opera Trollflöjten. Till nyåret 1914 fick Strauss äntligen de första utkasten och i april anlände återstoden av akt I. Musiken tog ca tre månader att komponera. 

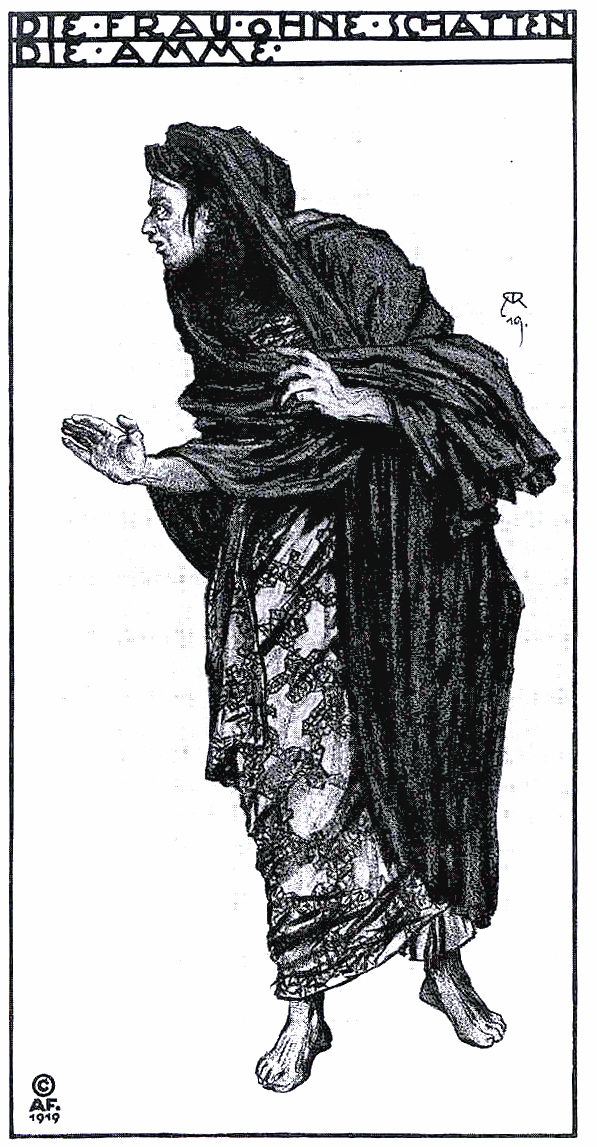
Scenkostym av Alfred Roller till amman vid urpremiären 1919.

Arbetet fick än en gång avbrytas när Första världskriget bröt ut i juli 1914 och von Hofmannsthal blev inkallad. Dessbättre blev han efter bara några månader förflyttad till en lugn diplomatpostering i Pazin i Istrien i nuvarande Kroatien. Den 8 oktober 1914 skrev Strauss att han var glad att vännen:
...inte längre befann Dig i fält utan på en lugn postering i säkerhet. Och nu tänker jag glädja Er med att de fyra första förvandlingarna i akt 2 nu är färdiga. Färdig är även Kejsarinnans soloscen och komponerad med mycket innerlig musik därtill. /.../ Texten är helt enkelt glimrande, låter sig komponeras utan svårigheter, stimulerar mig, är så kort och koncis, min käre Scribe, Ni har verkligen fulländat ert mästerverk.
Strauss påbörjade arbetet med akt II den 27 oktober 1914 och var färdig 8 april 1915 (under samma tid hann han även med att komponera den symfoniska dikten Eine Alpensinfonie). von Hofmannsthal fortsatte att skriva på akt III men oroades över sin dödssjuke far och blev dessutom deprimerad av kriget. Strauss lät operacheferna i Dresden och Berlin läsa texterna men "båda uttryckte total oförståelse. /.../ Allt säger mig nu att ämnet och temat är svåra att förstå och att allt måste göras så det blir så förståeligt som möjligt." Strauss och von Hofmannsthal möttes ännu en gång för att diskutera verket den 25 april 1915 i Wien, precis innan von Hofmannsthal skulle posteras i Krakow (efter två månader fick han frisedel på grund av dålig syn). Strauss spelade upp vad han hade komponerat hittills och von Hofmannsthal var så imponerad att han höll inne med sin sedvanliga kritik. Strauss funderade på om Wien inte kunde vara platsen för operans premiär men von Hofmannsthal, som var född i staden, varnade honom: 
Ingen annanstans kommer librettot mötas av så lite god vilja, med så många förutfattade meningar, som i Wien.
I juli 1916 återvände Strauss till Die Frau ohne Schatten för att komponera akt III, men han hade svårigheter med den viktiga scen då Kejsarinnan ser sin make förvandlas till sten. Hon får veta att hans liv endast kan räddas om hon accepterar att ta emot Färgerskans skugga som sin. Efter en intensiv inre kamp skriker hon "Jag vill inte", och både hon och hennes man skonas. Strauss skrev: Jag är mer bestämd än någonsin att göra hela passagen till en talad dialog. I många uppsättningar stryks denna sekvens. Senare sa han:
Die Frau ohne Schatten, mitt sorgebarn, fullbordades i trubbel och bekymmer under kriget... /.../ Dessa krigstidsbekymmer kan vara orsaken till en viss nervös irritation i partituret, särskilt halvvägs in i tredje akten, vilken kom att "explodera" till melodram.
Den 24 juni 1917 var hela operan färdigkomponerad.

## Premiär

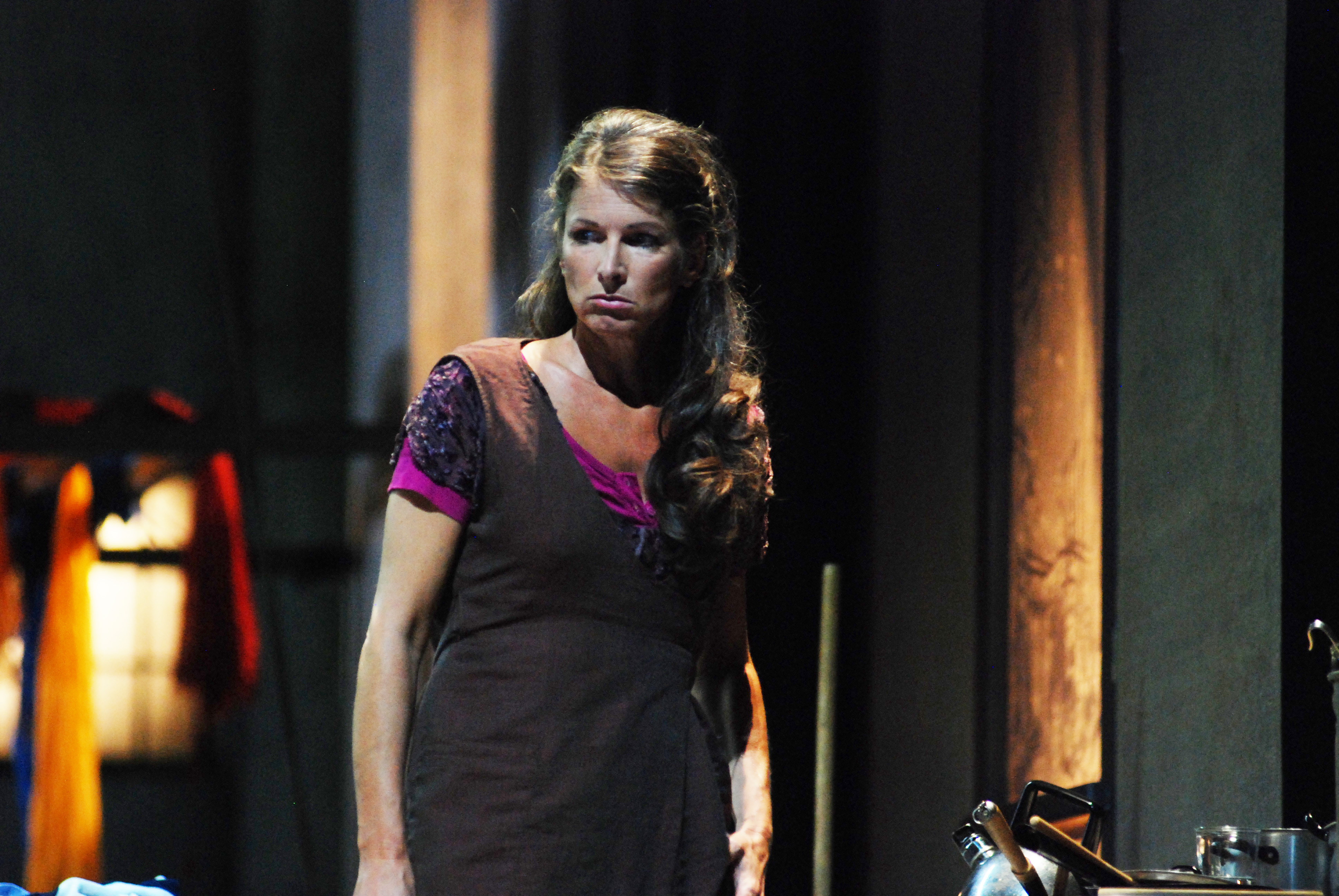
Nicola Beller Carbone som Färgarfrun i Wiesbaden 2014

Strauss gjorde inga ansträngningar att få operan uppsatt medan kriget pågick. Han insåg att omständigheterna som rådde under kriget aldrig skulle tillåta den uppsättning han hade tänkt sig. Alltför många musiker var vid fronten och pengar skulle aldrig avsättas för att tillverka de praktfulla dekorer och kostymer som Strauss hade tänkt sig till sin största och svåraste opera dittills.
Genom framgångarna med sina operor hade Strauss blivit en förmögen man. Därför kunde han anta erbjudandet att bli chef för Wiener Staatsoper 1919 (en position han skulle dela med Franz Schalk). Han sa "det har varit min innersta önskan sedan mer än 30 år att få ha det artistiska ansvaret för ett stort operahus". Nyheten offentliggjordes i mars 1919 men det skulle dröja till december innan Strauss tog tag i sitt nya arbete. Innan dess hade han agerat gästdirigent vid en festival i maj för att fira operahusets 50-årsjubileum. Som en sorts gåva skänkte han Wien Die Frau ohne Schatten och operan hade sin urpremiär 10 oktober 1919 under ledning av Schalk. Bland sångarna fanns Maria Jeritza som Kejsarinnan, norske tenoren Karl Aagaard Østvig som Kejsaren, Lotte Lehmann som Färgerskan, Lucie Weidt som Amman och Richard Mayr som Barak. Succén var stor till en början men sedan gick det sämre, vilket Strauss skrev om i sina memoarer:
Operan gav sig iväg på en "via Dolorosa" på de tyska teatrarna. Även i Wien var den mera inställd än framförd beroende på de krävande rollerna och svårigheter med kuliss och dekor. I Dresden, där den sattes upp efter Wien, blev det fel från början. Den var så dåligt förberedd sceniskt sett (den goda Eva von der Osten hade allvarligt skadat sin röst under tiden genom att sjunga tunga, dramatiska roller) att jag efter genrepet kände mig tvingad att be Seebach om en senareläggning av premiären. /.../ Det var ett stort misstag att tillåta så många medelstora och mindre teatrar att försöka sig på denna opera direkt efter kriget.
Svårigheterna med "kuliss och dekor" hade sin förklaring i att både Strauss och von Hofmannsthal var missnöjda med vad målaren Alfred Roller hade skapat. Operan sattes snabbt upp i både Dresden och Berlin men den blev inte en av Strauss mer populära operor förrän mer än 40 år senare då Herbert von Karajan och Karl Böhm dirigerade den i Wien. 1946 sammanställde Strauss en orkesterfantasi med höjdpunkterna från operan och verket hade premiär den 26 april 1947 i Wiener Konzerthaus under Karl Böhms ledning.
Den svenska premiären ägde rum på Kungliga Teatern i Stockholm den 13 december 1975. Som färgerskan gjorde Birgit Nilsson sin sista instudering och hennes rolltolkning blev mycket framgångsrik. Hon sjöng rollen i Stockholm 1976 och även 1978 då den filmades för televisionen.
Die Frau ohne Schatten sattes också senare upp på Göteborgsoperan 2004 och operan har under de senaste 20 åren upplevt en renässans och spelats på många stora scener runt om i världen. Den har också givits ut ett stort antal gånger på CD och DVD.

## Om operan
I Die Frau ohne Schatten finns det fyra lika betydelsefulla, tekniskt blottställda och ytterst svåra partier: två dramatiska sopraner, en Wagnertenor och en baryton à la Hans Sachs i Mästersångarna i Nürnberg. Manspartierna utmärker sig gentemot kvinnopartierna genom att de är hållna i den strömmande melodiska Strauss-stilen, medan kvinnorösterna, inklusive ammans altparti och sopranen som sjunger falkens röst, klingar främmande och bisarrt. Operan besitter en egen, karakteristisk och charmerande klangvärld, framförallt genom den häpnadsväckande, variationsrika instrumenteringen. Strauss ställde här samman sin största operaorkester, där i synnerhet den stora slagverksarsenalen väcker uppmärksamhet. Vid sidan om stråkarna och blåsarna (från piccolaflöjt till bastuba) föreskriver Strauss pukor, litet klockspel, xylofon, fem kinesiska gongar och tamtam samt dessutom två celestor, en glasharmonika och en orgel. Den här jätteorkestern kan allt: dess ursinne i slutapoteosen rycker med även den mest flegmatiska åhörare. Men den här omfattande klangvärlden kan under operan även falla sönder i enskilda kammarmusikaliska grupper. Ett exempel på detta är när kejsarens ledmotiv framträder i det underbart vackra cellosolot med falkens främmande klang i inledningen till kejsarens monolog.
Källorna till von Hofmannsthals symboliska och mytologiska drama var osedvanligt olikartade. De innehar en stark förenande faktor i sin härstamning från historien och mytologin i Tusen och en natt samt från referenser till Egypten och Persien i Trollflöjten. Från den halvgudomlige prästfiguren Sarastro (som i sin tur byggde på den historiske Zarathustra) skapade von Hofmannsthal andekungen Keikobad. Denne mystiske karaktär härleds från den riktige härskaren Keikobad Den Store som omnämns i den persiska diktsamlingen Rubaiyat av Omar Khayyam, och som regerade på 1200-talet.
En annan referens till Mozarts opera visar sig i de två kontrasterande paren som endast kan nå dygdens och vishets mål efter diverse prövningar och vedermödor. Den huvudsakliga skillnaden här finns i den utvecklingsprocess som det komiska Papageno-paret hos von Hofmannsthal genomgår. I operan motsvaras de av Färgaren Barak och hans fru. Barak (namnet kommer från Baraka, termen för helighet bland Berberfolket) är god, stilla och tolerant. Färgerskan, eller färgarfrun, däremot uppfann von Hofmannsthal själv efter ett möte med Strauss fru Pauline:

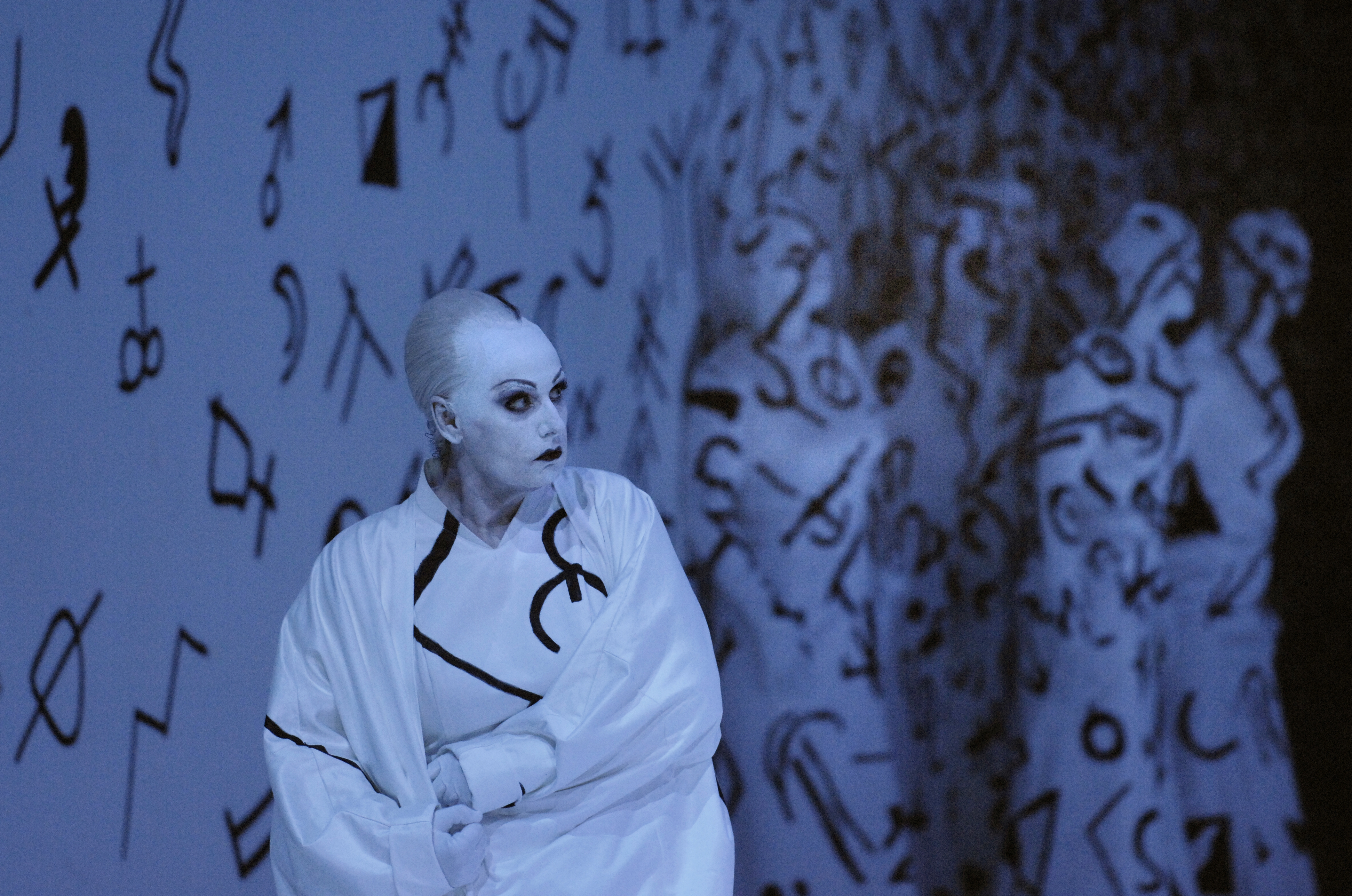
Mezzosopranen Doris Soffel som Amman i Die Frau ohne Schatten.

... till en av dessa kvinnor kan man mycket väl låta er fru, med yttersta diskretion, låta stå modell - detta oss emellan sagt så är hon helt enkelt en bisarr kvinna med en i grunden vacker själ, obegriplig, lynnig, dominant och ändå mycket sympatisk.
De övriga personerna i dramat är av typen namnlösa karaktärer - Kejsaren, Kejsarinnan, Amman, Budbäraren, Väktaren osv.
Dramats tema bygger på von Hofmannsthals favoritkoncept allomatisches (ett tyskt ord från grekiskan som betyder "förändring genom påverkan från andra") som var en blandning av två filosofier, dels frågan om man ska förstå och acceptera sitt öde eller fly från det, dels tanken på självrening genom förändring. De båda paren i operan, Kejsaren och Kejsarinnan samt Barak och hans fru, personifierar dessa motiv och sammansmälter till en tredje filosofi, vilken låg von Hofmannsthal varmt om hjärtat: förlösning genom de ofödda. von Hofmannsthal räknar med tre plan av existens: den andliga världen styrd av Keikobad; människans materialistiska och eländiga; samt mellan dessa en form av rörlig livsform med inblandning från och reaktioner på de andra två. 
Den skugglösa kvinnan skildras som Keikobads egen dotter boende i den tredje, skärseldsliknande världen, De sju Månbergens land. Hon övervakas svartsjukt men misslyckat av en elak Amma som även hon är dömd, dock mot sin egen vilja, att vistas i denna medelvärld. Andekvinnan, som snart blir Kejsarinnan, har sedan barnsben av fadern Keikobad anförtrotts en talisman som möjliggör för henne att ändra skepnad till vilket annat levande väsen: fågel, gasell, fisk osv. En sådan frihet från elementen gör inte Ammans övervakning lättare och i sinom tid blir andekvinnan fångad och uppvaktad av en dödlig man, som von Hofmannsthal endast beskriver som Kejsaren, härskaren av De Sydöstra öarna. En sådan förening är farofylld för såväl andar och som dödliga, om hon blir med barn förlorar hon kontakten med andevärlden för evigt, om hon inte blir gravid inom ett år (specifikt 12 månvarv) drar hon olycka till Kejsaren för enligt orientalisk tradition måste han som gifter sig med en peri få ett barn med henne inom den tiden eller bli förvandlad till sten som straff för sitt övermod. "Förbannelsen vilar över honom, inte henne ty han är skyldig genom sin svartsjuka, sensuella kärlek", skriver von Hofmannsthal. 
Vikten av barnafödande är avgörande och symboliseras genom att kasta en skugga. Keikobads dotter har hittills inte kastat någon skugga, "så lite att ljuset skiner genom hennes kropp som om det vore av bergkristall", säger Amman. Skulle hon emellertid föda Kejsarens barn skulle detta upphöra och andevärlden fruktar ständigt en sådan händelse, för i och med befruktningen skulle hon upphöra att vara en ande och bli dödlig. Ett första steg mot människovärlden har hon redan tagit i och med förlusten av talismanen då hon gifte sig med Kejsaren. Både Kejsarinnan och Amman sörjer förlusten men av olika orsaker. För Amman innebar talismanen en möjlig flykt från den enligt henne föraktade Kejsaren och för Kejsarinnan är den förenad med lyckliga minnen av hennes infångning och uppvaktning genom vilket hennes liv har fått en ny mening vilken Amman aldrig kan förstå sig på.
Förlusten av talismanen har även den effekten att den har gett Kejsarinnan ett inre värde och när den senare återlämnas av Kejsarens falk läser hon för första gången de inristade bokstäverna. Genom dem förstår hon att det är hon som blir skyldig till Kejsarens förbannelse om hon inte kan förvärva en skugga. Hennes beslutsamma jakt på skuggan är temat i såväl operan som i Erzählung.

## Personer
| Roller                                                                          | Rollgestalternas symbolinnehåll | Stämma                    | Rollbesättning vid premiären 10 oktober 1919. Dirigent: Franz Schalk | Rollbesättning vid den svenska premiären 13 december 1975. Dirigent: Berislav Klobučar |
| ------------------------------------------------------------------------------- | --- | ------------------------- | -------------------------------------------------------------------- | -------------------------------------------------------------------------------------- |
| Kejsaren                                                                        | En symbol för ett i sig slutet medvetande, som inte är öppet för främmande väsen. | Tenor                     | Karl Aagard Østvig                                                   | Matti Kastu                                                                            |
| Kejsarinnan, Keikobads dotter                                                   | Hennes strävan efter att uppnå det mänskliga "är hela styckets mening" (von Hofmannsthal). | Sopran                    | Maria Jeritza                                                        | Siv Wennberg                                                                           |
| Amman                                                                           | Kejsarinnans beskyddarinna från andevärldens sida. Hon är fången i en fastklamrande kärlek och kan därför inte följa kejsarinnan på vägen mot medkänsla med alla väsen.                                                         | Mezzosopran               | Lucie Weidt                                                          | Barbro Ericson                                                                         |
| Keikobads sändebud                                                              | Den osynlige andekungen försöker leda in alla väsen på medkänslans stig. | Baryton                   | Josef von Manowarda                                                  | Bo Lundborg                                                                            |
| Färgaren Barak                                                                  | Hans yrke har en symbolisk innebörd: han ger allt färg, karaktär och mening. Själv förkroppsligar han varma känslor. Han är kejsarens motsats. Han är den ende av styckets fyra huvudpersoner som har ett konkret namn (Barak). | Basbaryton                | Richard Mayr                                                         | Walter Berry                                                                           |
| Färgarfrun                                                                      | Hon förkroppsligar anarkistiska krafter, som i avsaknad av moraliskt mål (moderskap) kan leda till kaos och förlusten av den mänskliga existensen (skuggor).                                                                    | Sopran                    | Lotte Lehmann                                                        | Birgit Nilsson                                                                         |
| Den enögde, Baraks bror                                                         | Människans ofullkomliga egenskaper. De symboliserar oförmågan att rätt tolka och värdera en livssituation. På samma sätt som Färgaren är kejsarens motsats, utgör de vanföra bröderna Falkens motsats.                          | Bas                       | Viktor Madin                                                         | Loa Falkman                                                                            |
| Den enarmade, Baraks bror                                                       | Se ovan | Baryton                   | Julius Betetto                                                       | Rolf Cederlöf                                                                          |
| Den puckelryggige, Baraks bror                                                  | Se ovan | Tenor                     | Anton Arnold                                                         | John-Eric Jacobsson                                                                    |
| Falkens röst                                                                    | Anderikets sändebud, men samtidigt ett skarpt analytiskt medvetande. | Sopran                    | Felicie Hüni-Mihacsek                                                | Birgit Nordin                                                                          |
| En yngling                                                                      | | Hög tenor                 |                                                                      | Tord Slättegård                                                                        |
| Tempelväktaren                                                                  | | Sopran eller Countertenor | Sybilla Blei                                                         | Hillevi Blylods                                                                        |
| En röst från ovan                                                               | | Kontraalt                 | Maria Olczewska                                                      | Ileana Peterson                                                                        |
| Tre stadsväktare                                                                | De prisar kärleken som det enda som kan åstadkomma samklang mellan skapare och skapade. |                           |                                                                      | Björn Asker, Gunnar Lundberg den äldre, Håkan Hagegård                                 |
| Sex ofödda barn                                                                 | Som sinnebilder för latenta möjligheter till skapande väntar de på att manifesteras. |                           |                                                                      | Britt-Marie Aruhn, Gunilla Slättegård, Solweig Lindström, Ileana Peterson              |
| Tre tjänarinnor                                                                 | |                           |                                                                      | Britt-Marie Aruhn, Busk Margit Jonsson, Margot Rödin                                   |
| Dessutom förekommer röster av barn, tiggarbarn samt andetjänare och anderöster. | |                           |                                                                      |                                                                                        |

## Handling
Det är kanske Richard Strauss mest komplexa verk – ett mysteriespel som handlar om moderskapet och kärleken. Kvinnan utan skugga är Kejsarinnan från andevärlden, som saknar skugga, därför att hon saknar förmåga att föda barn. Hon vill vinna en skugga genom att träda ur andevärlden och in i människornas värld. Hon gör så och inträder hos den fattige färgaren Barak och hans hustru. I huset finns också färgarens tre vanskapta bröder. Verket är en sann vuxensaga, fylld av symbolik. Huvudrollen som Färgarfrun anses vara en av de svåraste och mest krävande roller som finns för en högdramatisk sopran med tanke på både rollens längd och dess omfång (lilla fiss till trestrukna c).
Speltid ca 3 timmar.

### Akt 1
Ett bud från andefursten Keikobad meddelar amman att den frist som Keikobad en gång satte löper ut om tre dagar ("Licht überm See"). Om hans dotter kejsarinnan då inte kastar någon skugga måste hon återvända till hans rike, och hennes make kejsaren kommer att förvandlas till en sten. Kejsaren träder ut ur sitt gemak. Han vill gå på jakt där han en gång i tiden träffade sin hustru sedan hans röda jaktfalk fångat en vit gasell. Den förvandlades till den kvinna han gifte sig med men falken försvann då kejsaren kastade sin dolk efter den. Kejsaren ger sig ut på jakt men när kejsarinnan stiger ut på terrassen hör hon falkens röst. Den förkunnar alldeles som sändebudet från andarnas rike att kejsaren måste bli till en sten därför att hans hustru ännu inte kastar någon skugga. Förtvivlad ber kejsarinnan sin amma om hjälp med att rädda kejsaren och amman går med på att föra henne till människornas värld där hon kanske kan köpa sig en skugga.
I färgaren Baraks hus är det gräl och bråk därför att Barak mot sin hustrus vilja har sina bröder inneboende. Barak vill ha barn men ännu har hans mycket yngre hustru inte fött honom några. Amman och kejsarinnan stiger in förklädda till tjänsteflickor. Amman erbjuder färgarhustrun ett liv i lyx och överdåd om hon vill lämna ifrån sig sin skugga, och hon lovar frånsäga sig moderskapet för tid och evighet. Hon ska hålla sig ifrån sin man i tre dagar och under dessa dagar ska kejsarinnan och amman tjäna i Baraks hus, men kejsarinnan ska tillbringa nätterna i kejsarens falkhus. Innan amman försvinner trollar hon fisk i färgarhustruns stekpanna men så fort hon har gått hörs de ofödda barnens röster klaga över att de aldrig kommer att födas ("Mutter, Mutter, lass uns nach Hause"), och Barak lägger sig på sitt ensamma läger medan väktarna utanför lovsjunger den äktenskapliga kärleken.

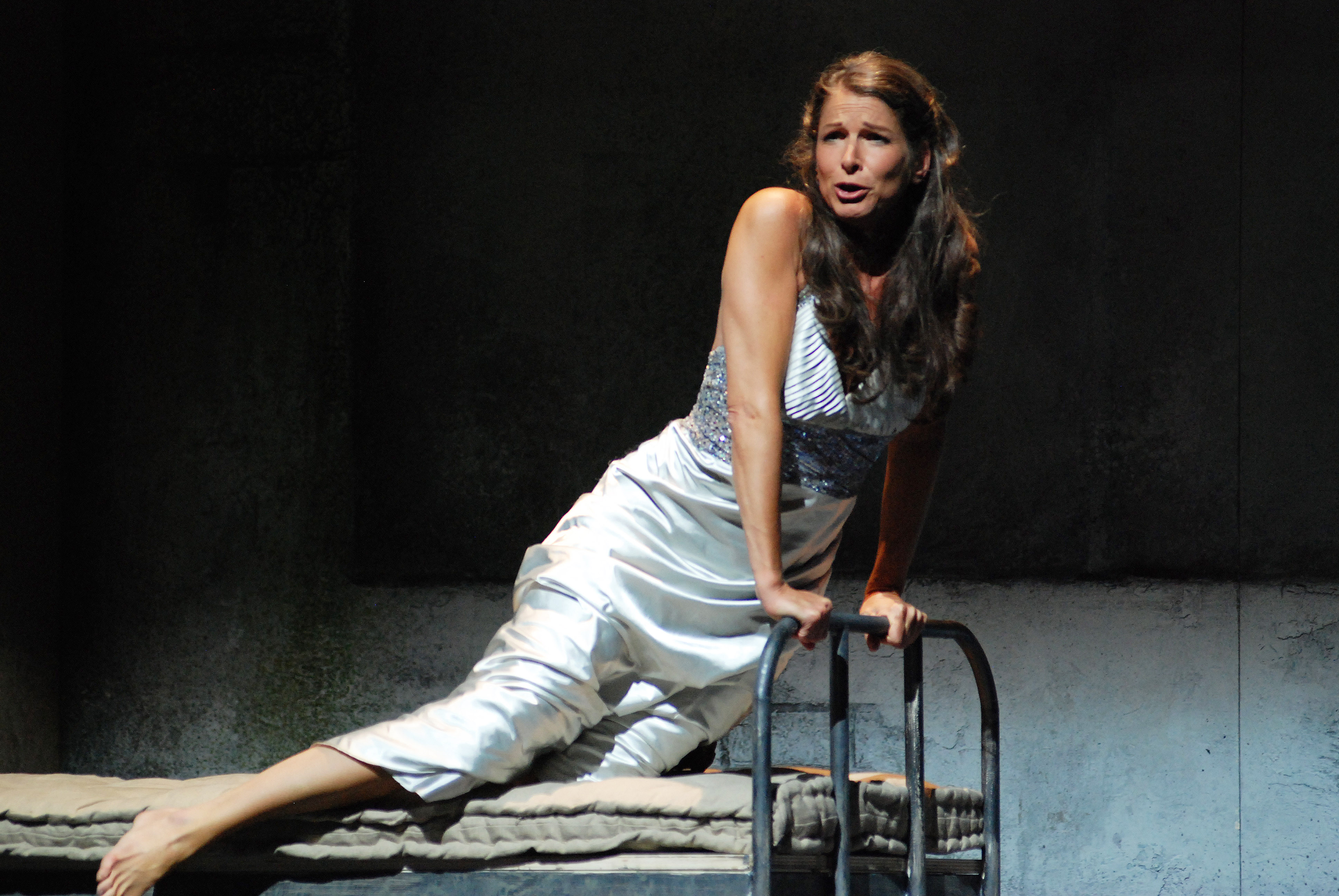
Nicola Beller Carbone som Färgarfrun i en föreställning från Wiesbaden 2014

### Akt 2
Medan Barak är ute trollar amman fram en ung och vacker älskare åt färgarhustrun men i detsamma kommer Barak hem igen med sina bröder och en skock tiggarbarn som han vill ge mat. 
Kejsaren har fått veta att kejsarinnan är i falkhuset på natten och kommer dit åtföljd av den röda falken som han har hittat igen ("Falke, Falke, du wiedergefundener"). Då amman och kejsarinnan återvänder kan han känna människolukt och vill döda kejsarinnan men hans krafter rinner bort och han flyr upp i bergen.
Amman har gett Barak en sömndryck för att åter kunna fresta hans hustru med den vackre ynglingen men nu plågas hustrun av dåligt samvete och väcker sin man. Barak förstår inte hennes själskval och hon lämnar i vredesmod huset i sällskap med amman. Kejsarinnan börjar känna medlidande med Barak.
På natten drömmer kejsarinnan att kejsaren är på jakt men att hans hjärta redan är förstenat och att han blir instängd i en grotta för hennes skull. Hon vaknar med ett skrik och känner sig skyldig till både sin mans och Baraks olycka.
På kvällen den tredje dagen sitter Barak med sina bröder vid elden då hans hustru plötsligt faller samman och erkänner vad det är som pågår. I eldsskimret ser de att hon inte längre kastar någon skugga ("Die Weib ist irre"). Baraks vrede är fruktansvärd och högre makter sänder honom ett svärd så att han kan döda sin hustru, men kejsarinnan vill inte vinna sin lycka på andras bekostnad utan avsäger sig sin skugga. En flodvåg översvämmar huset och Barak och hans hustru störtar ner i djupet medan amman räddar kejsarinnan.

### Akt 3
Barak och hans hustru sitter skilda från varandra i en underjordisk grotta och längtar efter varandra ("Mir anvertraut"). En röst bjuder dem att stiga uppåt. En båt för kejsarinnan och amman till templets port. Basuner sammankallar alla till Keikobads dom över kejsaren. Amman varnar kejsarinnan för att beträda templet eftersom livets vatten, som betyder döden för andra, rinner alldeles innanför porten, men kejsarinnan sliter sig loss och beträder templets tröskel. I sin obändiga vrede fördömer amman människorna och sänder Barak och hans hustru, som letar efter varandra, åt var sitt håll men Keikobad dömer amman att för evigt leva bland människorna.
I templet anropar kejsarinnan sin far, och en källa med gyllene vatten springer fram vid henne fötter. Om hon dricker kommer hon att kasta skugga. Hon vägrar och vattnet försvinner men i detsamma ser hon kejsaren sitta på sin tron som förstenad. Det är bara ögonen som rör sig. Åter väller vattnet fram men då hon hör Barak och hans hustrus klagorop utanför avstår hon slutgiltigt från den lycka som skulle betyda andras olycka. Därmed har hon bestått det sista provet och förlöst sig själv och sin man. Barak och hans hustru står på båda sidor av en djup klyfta men hennes skugga slår en bro så att de kan återförenas ("Nun will ich jubeln") och de ofödda barnens jublande röster förenar sig med de båda lyckliga paren ("Vater, dir drohet nichts").

## Orkesterbesättning
- Träblåsinstrument

4 tvärflöjter (1 dubblerar på piccoloflöjt), 3 oboer (1 dubblerar på Engelskt horn), 2 klarinetter, 1 Essklarinett, 1 bassetthorn, basklarinett, 4 fagotter (1 dubblerar på kontrafagott)
- Bleckblåsinstrument

8 horn (4 dubblerar på Wagnertubor), 4 trumpeter, bastrumpet, 4 tenortromboner, 1 tuba
- Slagverk

4 Pukor, bastrumma, tamtam, cymbaler, virveltrumma, klockspel, xylofon, tamburin, 2 kastanjetter, triangel, Glasharmonika, 5 kinesiska Gonger, Slädbjällror, tenortrumma, piska, xylofon, klockor
- Stråkar

2 harpor, 16 I violiner, 16 II violiner, 6 Viola, 6 I celli, 6 II celli, 8 kontrabasar
- Klaverinstrument

2 Celesta
- Scenmusik: 2 tvärflöjter, oboe, 2 klarinetter i C, Fagott, Engelskt horn, 6 trumpeter, 6 tromboner, vindmaskin, åskmaskin, orgel, 4 tamtam

## Uppsättningar (urval)
- 1919: Wiener Staatsoper (Hans Breuer, Regissör / Franz Schalk, Dirigent), Uruppförande den 10 oktober
- 1919: Dresden, Semperoper (Fritz Reiner, Dirigent)
- 1959: San Francisco Opera, (Paul Heger, Regissör / Jean-Pierre Ponnelle, Scenograf / Leopold Ludwig, Dirigent): Premiär den 18 september 1959
- 1963: München, Bayerische Staatsoper (Rudolf Hartmann, Regissör / Joseph Keilberth, Dirigent)
- 1964: Wiener Staatsoper (Herbert von Karajan, Regissör och dirigent)
- 1971: Berliner Staatsoper (Harry Kupfer, Regissör / Otmar Suitner, Dirigent)
- 1974: Salzburger Festspiele (Günther Rennert, Regissör / Karl Böhm, Dirigent)
- 1977: Wiener Staatsoper (Helge Thoma, Regissör / Karl Böhm, Dirigent): Premiär den 16 januari 1977
- 1977: Hamburgische Staatsoper (Kurt Horres, Regissör / Christoph von Dohnányi, Dirigent): Premiär den 2 oktober 1977
- 1979: Oper Köln (Jean-Pierre Ponnelle, Regissör / John Pritchard, Dirigent)
- 1985: Opernhaus Zürich (August Everding, Regissör / Ralf Weikert, Dirigent)
- 1986: Theater Bielefeld (John Dew, Regissör / Rainer Koch, Dirigent): Premiär den 14 december 1986
- 1991: Salzburger Festspiele (Götz Friedrich, Regissör / Georg Solti, Dirigent)
- 1991: Saarbrücken, Saarländisches Staatstheater (Tobias Richter, Regissör / Jiři Kout, Dirigent)
- 1992: Genf, Grand Théâtre de Genève (Andreas Homoki, Regissör / Wolfgang Gussmann, Scenograf / Kostymör / Horst Stein, Dirigent)
- 1993: München, Bayerische Staatsoper (Ichikawa Ennosuke III, Regissör / Horst Stein, Dirigent): Premiär den 7 juli 1993
- 1996: Dresden, Semperoper (Hans Hollmann, Regissör / Giuseppe Sinopoli, Dirigent)
- 1996: Oper Kiel (Kirsten Harms, Regissör / Walter Gugerbauer, Dirigent): Premiär den 28 januari 1996
- 1998: Deutsche Oper Berlin (Philippe Arlaud, Regissör / Christian Thielemann, Dirigent)
- 1998: Essen, Aalto-Theater (Fred Berndt, Regissör / Stefan Soltesz, Dirigent): Premiär den 12 september 1998
- 2001: New York, Metropolitan Opera (Herbert Wernicke, Regissör / Christian Thielemann, Dirigent): Premiär den 13 december 2001
- 2002: Opéra National de Paris (Opéra Bastille) (Robert Wilson, Regissör / Ulf Schirmer, Dirigent): Premiär den 9 december 2002
- 2003: Oper Frankfurt (Christof Nel, Regissör / Sebastian Weigle, Dirigent): Premiär den 2 februari 2003
- 2004: Landestheater Innsbruck (Brigitte Fassbaender, Regissör / Dietfried Bernet, Dirigent)
- 2007: Hamburgische Staatsoper (Keith Warner, Regissör / Simone Young, Dirigentin): Premiär den 18 februari 2007
- 2007: Nationaltheater Mannheim (Gregor Horres, Regissör / Axel Kober, Dirigent): Premiär den 17 mars 2007
- 2007: Badisches Staatstheater Karlsruhe (Robert Tannenbaum, Regissör / Anthony Bramall, Dirigent): Premiär den 27 oktober 2007
- 2008: Muziektheater Amsterdam (Andreas Homoki, Regissör / Marc Albrecht, Dirigent): Premiär den 20 september 2008
- 2008: Düsseldorf, Deutsche Oper am Rhein (Guy Joosten, Regissör / John Fiore, Dirigent): Premiär den 11 oktober 2008
- 2009: Deutsche Oper Berlin (Kirsten Harms, Regissör / Ulf Schirmer, Dirigent): Premiär den 27 september 2009
- 2009: Opernhaus Zürich (David Pountney, Regissör / Franz Welser-Möst, Dirigent): Premiär den 13 december 2009
- 2009: Oper Wrocław (Hans-Peter Lehmann, Regissör / Ewa Michnik, Dirigent): Premiär den 16 maj 2009
- 2009: St. Petersburg, Mariinski-Theater (Jonathan Kent, Regissör / W. Gergijew, Dirigent): Premiär den 16 november 2009
- 2010: Grazer Oper (Marco Arturo Marelli, Regissör och scenograf / Johannes Fritzsch, Dirigent): Premiär den 25 september 2010
- 2011: Salzburger Festspiele (Christof Loy, Regissör / Christian Thielemann, Dirigent): Premiär den 29 juli 2011
- 2012: Teatro alla Scala, Milano, (Claus Guth, Regissör / Semyon Bychkov och Marc Albrecht, Dirigenter): Premiär den 11 mars 2012
- 2012: Palacio de Bellas Artes, Mexiko-Stadt, (Sergio Vela, Regissör / Guido Maria Guida, Dirigent): Premiär den 3 maj 2012
- 2013: München, Bayerische Staatsoper (Krzysztof Warlikowski, Regissör / Kirill Petrenko, Dirigent): Premiär den 21 november 2013 (till 50-årsjubileet av återinvigningen av Bayerische Staatsoper)
- 2014: London, Royal Opera House Covent Garden /  Claus Guth, Regissör / Semyon Bychkov, (Dirigent), erhöll det International Opera Award 2015
- 2014: Kassel, Staatstheater Kassel / (Michael Schulz, Regissör / Patrik Ringborg, Dirigent): Premiär den 24 maj 2014
- 2014: Leipzig, Oper Leipzig / Gewandhausorchester (Balázs Kovalik, Regissör / Ulf Schirmer, Dirigent): Premiär den 14  juni 2014
- 2014: Saarbrücken, Saarländisches Staatstheater / Musikalisk ledning: Toshiyuki Kamioka / Inscenering och scenografi: Dominik Neuner: Premiär den 7 juni 2014
- 2014: Wiesbaden, Hessisches Staatstheater (Uwe Eric Laufenberg, Regissör / Zsolt Hamar, Dirigent): Premiär den 14 september 2014
- 2014: Gelsenkirchen, Musiktheater im Revier (Michael Schulz, Regissör / Rasmus Baumann, Dirigent)  Samproduktion med Staatstheater Kassel: Premiär den 28 september 2014

## Diskografi (urval)
| År      | Roller (Kejsaren, Kejsarinnan, Barak, Färgarfrun, Amman)                    | Dirigent/Orkester | Skivmärke                                                 |
| ------- | --------------------------------------------------------------------------- | --- | --------------------------------------------------------- |
| 1955    | Hans Hopf Leonie Rysanek Ludwig Weber Christel Goltz Elisabeth Höngen       | Karl Böhm Wiener Staatsopers orkester och kör (Inspelning av en föreställning på Wiener Staatsoper den 9 november)             | Audio CD: Orfeo Kat: C 668 053 D                          |
| 1955    | Hans Hopf Leonie Rysanek Paul Schoeffler Christel Goltz Elisabeth Höngen    | Karl Böhm Wienerfilharmonikerna                                                                                                | Audio CD: Decca Kat: 4259812                              |
| 1963    | Jess Thomas Ingrid Bjoner Dietrich Fischer-Dieskau Inge Borkh Martha Mödl   | Joseph Keilberth Bayerska statsorkestern (Inspelning av en föreställning på Münchens Nationalteater den 21 november)           | Audio CD: Deutsche Grammophon Kat: 449 584-2              |
| 1964    | Jess Thomas Gundula Janowitz Otto Wiener Gladys Kuchta Grace Hoffman        | Herbert von Karajan Wienerfilharmonikerna, Wiener Staatsopers kör                                                              | Audio CD: Gala Kat: GL 100.607                            |
| 1964    | Jess Thomas Leonie Rysanek Walter Berry Christa Ludwig Grace Hoffman        | Herbert von Karajan Wienerfilharmonikerna, Wiener Staatsopers kör                                                              | Audio CD: Deutsche Grammophon Kat: 457 678-2              |
| 1986    | James King Leonie Rysanek Walter Berry Birgit Nilsson Ruth Hesse            | Karl Böhm Wiener Staatsopers orkester och kör (Inspelning av en föreställning på Wiener Staatsoper den 23 och 27 oktober 1977) | Audio CD: Deutsche Grammophon Kat: 445-325-2              |
| 1987    | René Kollo Cheryl Studer Alfred Muff Ute Vinzing Hanna Schwarz              | Wolfgang Sawallisch Bayerska Radions Symfonikorkester                                                                          | Audio CD: EMI Kat: EX 749074-4                            |
| 1989-91 | Plácido Domingo Julia Varady José van Dam Hildegard Behrens Reinhild Runkel | Georg Solti Wienerfilharmonikerna                                                                                              | Audio CD: Decca Kat: 436 243-2                            |
| 1992    | Thomas Moser, Cheryl Studer, Robert Hale, Eva Marton, Marjana Lipovšek      | Georg Solti, Wienerfilharmonikerna Regissör: Götz Friedrich (liveinspelning från Salzburger Festspiele)                        | DVD Video: Decca Kat: 071425-9 Videoregissör: Brian Large |
| 1996    | Ben Heppner Deborah Voigt Franz Grundheber Sabine Haas Hanna Schwarz        | Giuseppe Sinopoli Staatskapelle Dresden                                                                                        | Audio CD: Teldec Kat: 0630-13516-2                        |